# Charles Blouin
Charles Blouin (ur. 3 listopada 1753 w Saint-Jean-de-L’Île-d’Orléans, zm. 21 sierpnia 1844 tamże) – farmer i polityk w Dolnej Kanadzie. W latach 1810–1820 reprezentował Orléans w Zgromadzeniu Ustawodawczym Dolnej Kanady.
Urodził się w dawnym Saint-Jean na wyspie Île d’Orléans. Był synem Josepha Blouina i Marie-Joseph Blais. Blouin, podobnie jak jego ojciec, służył jako kapitan w milicji. Był dwukrotnie żonaty: najpierw z Marie-Joseph Tremblay, krewną, od 1778 roku, a następnie z Marie-Ursule Blouin, również jego krewną, od 1816 roku. Blouin nie starał się o reelekcję w Zgromadzeniu w 1820 roku. Zmarł w Saint-Jean-de-L’Île-d’Orléans.